# 𠄼根縣
𠄼根縣（越南语：／），又譯南根縣，是越南金甌省下辖的一县，在省莅金甌市以南50公里處。面积495.40平方千米，2017年总人口65914人。

## 地理
𠄼根县东临南中国海，西临泰国湾，北接丐渃县、富新县和登瑞县，南接玉显县。

## 历史
2003年11月17日，玉显县以咸泷社、坦买社、行淎社、合从社、三江社、三江东社和𠄼根市镇1市镇6社析置𠄼根县。
2005年9月5日，坦买社析置临海社。

## 行政区划
𠄼根县下辖1市镇7社，县莅𠄼根市镇。
- 𠄼根市镇（Thị trấn Năm Căn）
- 坦买社（Xã Đất Mới）
- 咸泷社（Xã Hàm Rồng）
- 行淎社（Xã Hàng Vịnh）
- 合从社（Xã Hiệp Tùng）
- 临海社（Xã Lâm Hải）
- 三江社（Xã Tam Giang）
- 三江东社（Xã Tam Giang Đông）

## 经济
𠄼根县经济以农业、渔业为主，特别是小虾教养场。

## 交通
𠄼根县是1A国道的终点，除陆运外，也有水运。